# Peramiho

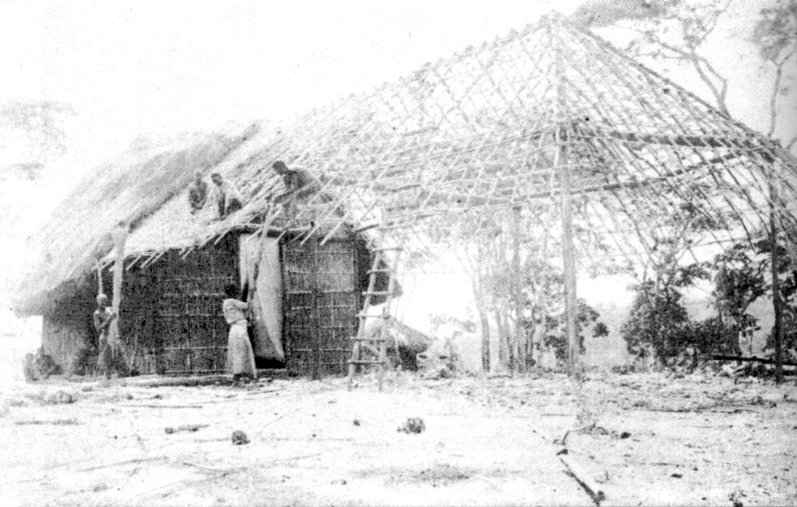
Bau der ersten Kirche in Peramiho, August 1898

Peramiho ist ein Ort im Distrikt Songea in der Region Ruvuma im südwestlichen Tansania, etwa 80 Kilometer östlich vom Ufer des Malawisees entfernt. Peramiho liegt gut 25 Kilometer westnordwestlich von der Regionshauptstadt Songea und rund 600 Kilometer (Luftlinie) von Daressalaam entfernt. Im deutschen Sprachraum ist Peramiho vor allem durch die Abtei der Missionsbenediktiner und das Priorat der Missions-Benediktinerinnen bekannt.
Die heutige Abtei wurde 1898 von dem Pater Cassian Spiß gegründet, um die – damals nicht christliche – Bevölkerung des Landes Ungoni zu missionieren. 1931 wurde Peramiho zur Territorialabtei und damit zum Zentrum der benediktinischen Mission im Südwesten des heutigen Tansania. Der Abt von Peramiho war bis 1969 gleichzeitig Bischof des Missionsgebietes (so viel wie Abtbischof). 1969 wurde das Territorium von der Abtei getrennt. Aus dem Territorium entstanden das Erzbistum Songea und die beiden Bistümer Njombe und Mbinga.
Die Abtei zählt heute etwa 70 Mönche und wurde zuletzt von 2006 bis 2017 von Abt Anastasius (Gunter) Reiser aus der Abtei Münsterschwarzach geleitet. Gallus Steiger (1931–1953), Eberhard Spieß (1953–1976) und Lambert Dörr (1976–2006) waren Reisers Vorgänger im Amt. Seit 2021 untersteht der Abtei Abt Pambo Mkorwe (Abt der Abtei Mvimwa) als Abt-Administrator vor. Bis 1982 bestand der Konvent nur aus deutsch sprechenden Mönchen, seitdem werden auch Afrikaner aufgenommen, so dass inzwischen die meisten Mönche Tansanier sind (November 2008: 38 Tansanier, 29 Deutsche, 2 Schweizer, je ein Philippiner und Malawier). In Uwemba bei Njombe unterhält die Abtei ein abhängiges Priorat.
Außerdem befinden sich in Peramiho ein Kloster der St.-Agnes-Benediktinerinnen von Chipole und ein regionales Priesterseminar. Die Missions-Benediktinerinnen betreiben eine Sekundarschule für Mädchen im Alter von 13 bis 19 Jahren, die Abtei betreibt zahlreiche Werkstätten, eine Handwerkerschule sowie ein Krankenhaus, das von Benediktinern wie (ab 1988) dem Arzt Ansgar Stüfe (* 1952) geleitete St.-Josef-Hospital. Ein Teil der Projekte der Missions-Benediktinerinnen werden zusammen mit Spendern, Stiftungen und Anderen finanziert, darunter die PATRIZIA KinderHaus-Stiftung, die 2002 den Neubau einer Kinderstation im Krankenhaus der Mission in Peramiho gefördert hat. Elektrizität wird durch ein Wasserkraftwerk in Likingo (circ. 20 km entfernt) erzeugt und nach Peramiho geführt.

## Gliederung
Der Bezirk besteht aus vier Gemeinden (Mtaa) mit 37 Orten (Kitongoji):
Peramiho A
- Kisiwani
- Azimio
- Kazamwendo
- Mtakuja
- Soweto
- Kambarage
- Rahaleo
- Jitegemee
- Kizito
- Miembeni
- Mianzini
- Mshikamano
- Lgezamwendo

Peramiho B
- Mchangani
- Madukani
- Namatanda
- Mlimani
- Lipinyapinya
- Lihangano
- Sekondari
- Amani
- Msikitini
- Nkamboga

Nguvumoja
- Amani
- kilimani
- Mabatini
- Mbulani
- Msufini
- Mpakani
- Kichangani

Lundusi
- Lundusi
- Linga
- Dodoma
- Shuleni
- Chemchem
- Mandela
- Mtakuja

## Sonstiges
Im Jahr 1899 fiel in Peramiho ein 165 g schwerer Meteorit.